# Pinhead Gunpowder
Pinhead Gunpowder és un grup de punk rock del Berkeley, Califòrnia, fundada en 1991. Ressalta per tenir entre els seus integrants a Billie Joe Armstrong, qui és més conegut com el cantant i guitarrista del conegut grup Green Day.

## Membres
Membres actuals
- Billie Joe Armstrong - guitarra, vocalista (1990-present)
- Jason White - guitarra, vocalista (1995-present)
- Bill Schneider - baixista (1990-present)
- Aaron Cometbus - bateria (1990-present)

Membres passats
- Mike Kirsch - guitarra, vocalista (1990-1991)

## Discografia

### Àlbums
- 1997 Goodbye Ellston Avenue

### EP
- 1991 Tründle and Spring
- 1992 Fahizah
- 1994 Carry the Banner
- 1999 Shoot the Moon
- 2000 Dillinger Four / Pinhead Gunpowder
- 2000 Pinhead Gunpowder
- 2000 8 Chords, 328 Words
- 2008 West Side Highway